# MAY (斉藤由貴の曲)
「MAY」（メイ）は、1986年11月19日に発売された斉藤由貴の通算8枚目のシングルである。発売元はキャニオン・レコード。

## 概要
レコードに続いて、シングルCDは1988年4月29日に発売された。ジャケットは、前髪を上げて額を出した斉藤の顔写真が初めて採用された。
表題曲「MAY」は、斉藤主演、大森一樹監督の東宝映画『恋する女たち』（1986年12月公開）の主題歌と、NEC ″秋のハローC&Cまつり″のコマーシャルソングとしても使用された。
作詞した谷山浩子もセルフカバーしており（シングルレコードは斉藤版と同日発売）、シングルでは大村雅朗が編曲している。アルバム『透明なサーカス』（1987年）では崎谷健次郎が編曲し、崎谷の多重録音したコーラスにより趣が異なるものを「MAY（アルバム・バージョン）」として収録している。
谷山は『MAY』の小説版を角川書店発行の雑誌『月刊カドカワ』に寄稿し、その内容は同雑誌の1987年1月号に掲載された。その斉藤による朗読版が『小説「MAY」』としてテレフォン・カード付きのカセットテープとして発売され、最初に谷山版の楽曲（シングル・バージョン）が、最後に斉藤版の楽曲が収録されている。当時と違いレーベル・メイトでなくなったため単品での再発はないが、2003年9月18日発売の『斉藤由貴CD-BOX 1』の6枚目に「カセット・スペシャル」として収録された。なお、このBOXセット制作にあたってポニーキャニオン内のウェブ・サイト『ぼくらのベスト』内で投票を募り、ファンの要望が直接届いたという経緯がある。
カップリング曲「追い風のポニー・テール」は、先述『恋する女たち』の挿入歌として使用された。この曲はオリジナルアルバムには未収録となっている。

## 収録曲
1. MAY
  - 作詞: 谷山浩子／作曲: MAYUMI／編曲: 武部聡志
2. 追い風のポニー・テール
  - 作詞: 佐藤純子／作曲: 来生たかお／編曲: 武部聡志